# Comitè Olímpic Nacional Italià
El Comitè Olímpic Nacional Italià (en italià i oficialment, Comitato Olimpico Nazionale Italiano, CONI), fundat el 1914, és el comitè olímpic d'Itàlia per al moviment dels Jocs Olímpics. És una organització sense ànim de lucre que selecciona equips i recull fons per enviar esportistes italians als esdeveniments olímpics organitzats pel COI.
A més a més, és l'organisme italià encarregat d'investigar els casos de dopatge, tenint també la facultat per imposar les sancions oportunes i demanar als organismes esportius internacionals que les mencionades sancions transcendeixin l'àmbit italià -impedint prendre part en proves estrangeres a esportistes sancionats pel CONI-. Gràcies a una ordre que data de l'any 2007, és competent per investigar casos de dopatge d'esportistes estrangers, no solament dels italians.
Jurídicament és un ens públic posat sota la vigilància del Ministero dei Beni e delle Attività Culturali e del Turismo (Ministeri per als Béns i l'Activitat Ccultural i del Turisme), i és la confederació de les federacions esportives nacionals i de la disciplina esportiva associada.

## Presidents
- Carlo Compans de Brichanteau (1914-1920)
- Carlo Montù (1920-1921)
- Francesco Mauro (1921-1923)
- Aldo Finzi (1923-1925)
- Lando Ferretti (1925-1928)
- Augusto Turati (1928-1930)
- Icilio Bacci (1930-1931)
- Leandro Arpinati (1931-1933)
- Achille Starace (1933-1939)
- Rino Parenti (1939-1940)
- Raffaele Manganiello (1940-1943)
- Alberto Bonacossa (1943)
- Ettore Rossi (1943-1944)
- Puccio Pucci (1944)
- Giulio Onesti (1944-1978)
- Franco Carraro (1978-1987)
- Arrigo Gattai (1987-1993)
- Mario Pescante (1993-1998)
- Bruno Grandi (1998-1999)
- Gianni Petrucci (1999-2013)
- Riccardo Agabio (2013, vicepresidente)
- Giovanni Malagò (2013 - al càrrec)